# Aporia (filozofia)
Aporia (z gr. ἀπορία aporía – "bezdroże, bezradność, trudność", od ἄπορος áporos – "nieprzebyty; trudny") – z pozoru niemożliwa do przezwyciężenia trudność w rozumowaniu logicznym, oferująca sprzeczne albo przeciwstawne rozwiązania. Typowymi aporiami są np. paradoksy. Termin ten stworzyli eleaci, stwierdzając: zmysły mówią, że jest wielość i zmienność, a rozum, że jedność i stałość.